# Maxillaria platypetala
Maxillaria platypetala är en orkidéart som beskrevs av Hipólito Ruiz López och Pav.. Maxillaria platypetala ingår i släktet Maxillaria och familjen orkidéer. Inga underarter finns listade i Catalogue of Life.